# Katanga (Staat)
Katanga (offizieller Name État du Katanga, französisch bzw. Inchi ya Katanga, Suaheli) war ein international nicht anerkannter Staat auf dem Territorium von Kongo (Kinshasa) während der Kongo-Krise von 1960 bis 1963. Er umfasste die rohstoffreiche Provinz Katanga des ehemaligen Belgisch-Kongo.

## Geschichte

### Proklamation der Unabhängigkeit
Als Belgisch-Kongo am 30. Juni 1960 von Belgien in die Unabhängigkeit entlassen wurde, hatte sich die ehemalige Kolonialmacht weitgehende wirtschaftliche Vorrechte gesichert. Die Provinz Katanga ist reich an mineralischen Rohstoffen und wurde wirtschaftlich vom Bergbaukonzern Union Minière du Haut-Katanga dominiert. Als bereits eine Woche nach der Unabhängigkeit die Streitkräfte des Kongos gegen ihre belgischen Offiziere meuterten, konnte dieser Aufruhr nur in Katanga von belgischen Fallschirmjägern erstickt werden. Aus diesem Grund konnten die Belgier ihren Einfluss in Katanga so weit wahren, um die Sezessionsbestrebungen Moïse Tschombés, der am 11. Juli 1960 den „Autonomen Staat Katanga“ proklamierte, zu unterstützen.

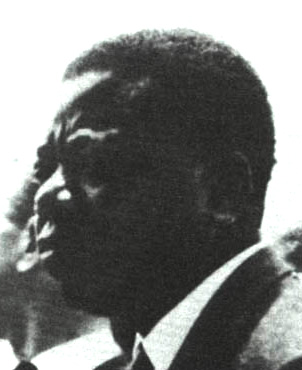
Moïse Kapenda Tschombé

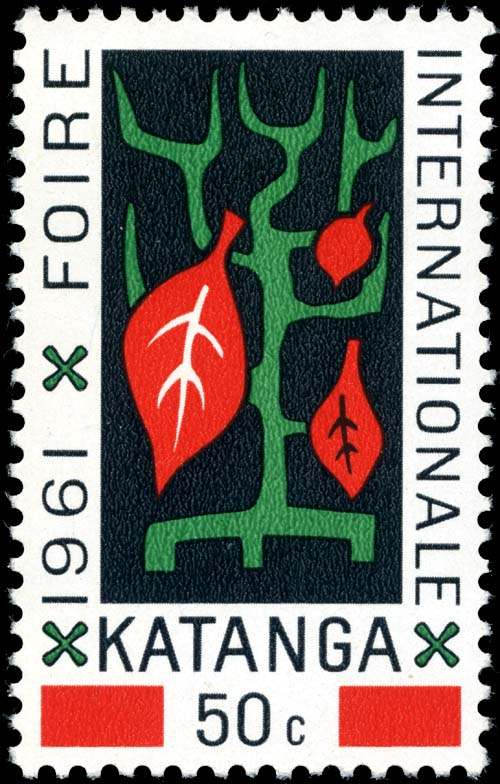
Briefmarke von Katanga von 1961

Katanga führte eine Flagge, eine Nationalhymne, und später eine eigene Währung und eigene Briefmarken ein. Als Staat wurde er zwar international nicht anerkannt, es gelang jedoch, Kommunikations- und Wirtschaftsverbindungen über das benachbarte, damals noch portugiesische Angola aufrechtzuerhalten.

### Landung der UN-Truppen
Als Reaktion auf die Forderung der Vereinten Nationen, alle belgischen Truppen aus Katanga abzuziehen, wurden diese größtenteils von der neu gegründeten Katanga-Armee als Militärberater und Ausbilder eingestellt.
Als die Regierung Katangas schließlich die Landung von UN-Truppen verweigerte, boten die Staaten der Casablanca-Gruppe der Regierung Lumumbas an, ihre im Kongo als Blauhelme eingesetzten Truppen der Zentralregierung zur Verfügung zu stellen, um die Sezessionsregion Katanga unter Einsatz militärischer Mittel wieder in den Staatsverband der Demokratischen Republik Kongo einzugliedern. Daraufhin drängte der Weltsicherheitsrat UNO-Generalsekretär Dag Hammarskjöld die belgischen Truppen in Katanga zum Abzug zu bewegen und UN-Truppen dort einzusetzen, um die öffentliche Ordnung aufrechtzuerhalten. Angesichts dieser Bedrohungslage musste sich Moïse Tschombé schließlich dem internationalen Druck beugen, so dass er schließlich Dag Hammarskjöld mit zwei schwedischen Kompanien Blauhelm-Soldaten nach Katanga einreisen ließ. Da es der UN-Friedenstruppe aber offiziell verboten war, sich in die inneren Angelegenheiten des Kongos einzumischen, überwachten diese nur den Abzug der belgischen Soldaten, ohne gegen die Truppen Tschombés vorzugehen.  Dies führte zu scharfer Kritik an der UNO durch Lumumba, welcher die UNO nicht nur aufforderte, gegen die Truppen Tschombés vorzugehen, sondern zudem die schwedischen Blauhelme durch afrikanische Kontingente zu ersetzen. Auch verblieben einige belgische Militärs als Berater der Katanga-Armee im Land.

### Separation Süd-Kasais
Im August 1960 rief Albert Kalonji, ebenfalls unterstützt von Belgien, in Süd-Kasai den Staat Etat autonome du Sud-Kasai aus. Dieser ging eine Föderation und somit auch ein militärisches Bündnis mit Katanga ein. Jedoch marschierten bald Truppen der Zentralregierung in Bakwanga, der Hauptstadt Kalondjis ein, woraufhin es zu Gefechten zwischen der Nationalarmee und Lumumba feindlich gesinnten Baluba-Partisanen kam.

### Verhandlungen mit der Regierung
Während des Verfassungskonflikts im September 1960 zwischen Präsident Kasavubu und Premierminister Lumumba erklärte der von Kasavubu eingesetzte Premierminister Joseph Iléo, dass er vielversprechende Kontakte mit Tschombé unterhalte und dieser bereit sei, seine separatistischen Bestrebungen aufzugeben, sofern Lumumba entmachtet werde.
Am 14. September 1960 putschte Oberst Joseph-Désiré Mobutu und ließ Lumumba gefangen nehmen. Dessen Anhänger sammelten sich allerdings unter seinem Stellvertreter Antoine Gizenga in Stanleyville, von wo aus sie die gesamte Ostprovinz kontrollierten, was nicht nur für Kasavubu und Mobutu in Leopoldville, sondern auch für Tschombé eine Bedrohung darstellte. Aus diesem Grund versuchte Kasavubu, dessen Abako stark föderalistisch ausgerichtet war, zu einer Einigung mit Tschombé zu gelangen, um gemeinsam gegen die Lumumbisten in der Ostprovinz vorgehen zu können. Dieser zögerte allerdings die Verhandlungen immer weiter hinaus und führte schließlich sogar Anfang Januar 1961 eine eigene Währung für Katanga ein, was eine Provokation gegenüber der Zentralregierung darstellte. Als Reaktion darauf rückten Soldaten der Nationalarmee unterstützt von Baluba-Partisanen in Nord-Katanga ein, was auch durch eine zuvor von den Vereinten Nationen im Grenzgebiet geschaffene neutrale Zone nicht verhindert werden konnte. Unter dem Führer der BALUBAKAT (Association des Balubas du Katanga) Jason Sendwe löste sich schließlich Nord-Katanga von Tschombés Staat und gliederte sich als neuer Bundesstaat Lualaba wieder dem Kongo ein.
Ebenfalls im Januar wurde Lumumba nach Katanga ausgeliefert, wo er schließlich nach langer Folter ermordet und am Rande eines Flugfeldes begraben wurde. (Siehe auch: Patrice Lumumba)

### Verhandlungen von Coquilhatville
Im April 1961 kam es dann schließlich in Antananarivo zu Verhandlungen zwischen Tschombé und der Zentralregierung des Kongos. In diesen Verhandlungen gelang es Tschombé seine Vorstellungen von einem kongolesischen Staatenbund, der ihm weitreichenden Handlungsspielraum in Katanga gewährte, durchzusetzen. Bei den Nachverhandlungen in Coquilhatville sorgte der Einfluss der UNO und der USA schließlich dafür, dass sich Tschombé mit seinen Plänen nicht durchsetzen konnte. Nach längeren Verhandlungen verließ dieser schließlich verärgert den Verhandlungsort, wurde aber am Flughafen daran gehindert abzureisen. Schließlich wurde er von Mobutus Soldaten für einen Monat unter Hausarrest gestellt. Erst am 24. Juli wurde Tschombé, nachdem er Mobutu engere Zusammenarbeit bei der Bekämpfung der Lumumbisten und die Eingliederung der Armee Katangas in die kongolesische Nationalarmee versprochen hatte, freigelassen, so dass er nach Katanga ausreisen konnte.

### Erster Katangafeldzug

Kokarde der Katangan Air Force

Im August 1961 ging schließlich der neue UN-Beauftragte für Katanga Conor Cruise O’Brien gegen Tschombés Truppen und die von Katanga bezahlten Söldner vor. Zwar gelang es dabei den Blauhelmen, einige belgische Militärberater festzunehmen und zahlreiche strategisch wichtige Gebäude einzunehmen, doch konnten die meisten europäischen Söldner den UN-Truppen ausweichen und auch Tschombé selbst konnte fliehen.
Nachdem die Kämpfe fünf Tage anhielten, beschloss UNO-Generalsekretär Dag Hammarskjöld nach Ndola zu fliegen, um einen Waffenstillstand auszuhandeln. Allerdings verstarb Dag Hammarskjöld bei dem Absturz seines Flugzeugs nahe Ndola. Es gibt Hinweise, dass die UN-Maschine durch ein katangisches Kampfflugzeug abgeschossen wurde. Erst am 20. September 1961 konnte der UN-Beauftragte Khiary einen Waffenstillstand aushandeln.

### Zweiter Katangafeldzug
Erst während des zweiten Katanga-Feldzuges der Vereinten Nationen konnte der militärisch bedrängte Tschombé dazu gebracht werden, am 17. Dezember 1962 einen Waffenstillstandsvertrag zu unterzeichnen, der Katanga wieder dem kongolesischen Staat eingliedern sollte. Da dieses Dokument aber auch der Unterzeichnung aller Katanga-Minister bedurfte, blieb es faktisch ungültig.
Am 15. Januar 1963 wurde Tschombé mit der Operation Grand Slam endgültig entmachtet. Bevor er ins spanische Exil ging, bestätigte er formell das Ende der Separation, während sich der Rest seiner Truppen in die portugiesische Kolonie Angola absetzte.

### Meutereien
In Kisangani fanden 1966 und 1967 zwei pro-Tschombé-Meutereien statt, beide endeten erfolglos.

## Ethnische Konflikte
Da der im Norden Katangas lebende Stamm der Baluba von Moïse Tschombé von der Regierungsbildung ausgeschlossen worden war, organisierte sich dieser unter der Führung Jason Sendes in der BALUBAKAT, um gegen die Regierung Tschombé zu kämpfen. In der Absicht, Tschombé zu schwächen, unterstützte die Regierung Lumumba den Kampf der Balubakat-Organisation, weshalb auch Jason Sendwe schließlich nach Léopoldville flüchten konnte.
Zeitgleich kam es aber auch in Süd-Kasai zu Kämpfen zwischen dem Stamm der Baluba und dem der Lulua. Wie auch die Anhänger Lumumbas waren die Baluba Kasais mehrheitlich Anhänger des Mouvement National Congolais. Als der politische Führer der Baluba Albert Kalonji allerdings mit Lumumba brach, mit der MNC-K seine eigene Partei gründete und mit Unterstützung Katangas die Unabhängigkeit Süd-Kasais erklärte, wurden die Baluba zu erbitterten Gegnern Lumumbas. Dieser setzte nicht nur die Nationalarmee gegen die Separatisten ein, sondern unterstützte auch den Stamm der Lulua, die schon von den Belgiern gegen die Baluba aufgewiegelt worden waren, in ihrem Kampf gegen die Truppen Kalondjis.
So kam es zu der paradoxen Situation, dass Katanga im Inneren immer wieder gegen Baluba-Rebellen kämpfen musste, während derselbe Stamm für Katanga ein wichtiger Verbündeter in Kasai war.

## Wirtschaft
Katanga ist die rohstoffreichste Provinz der Kongo-Republik. So wurden dort Kupfer, Kobalt, Germanium und zahlreiche andere mineralische Rohstoffe durch die belgische Minengesellschaft Union Minière du Haut-Katanga und andere Unternehmen gefördert. Durch diesen Rohstoffreichtum verdankte das Land 66 Prozent seiner Einnahmen der Katanga-Provinz, wodurch sich das große Interesse der Zentralregierung, aber auch Belgiens an der Provinz erklären lässt.
Wegen der großen Kupfervorkommen wurde Katanga auch als Kupferprovinz bezeichnet. So wurde Kupfer schon in der Zeit vor der belgischen Kolonisation abgebaut, zu Kreuzen gegossen und als Währung verwendet. Aus diesem Grund waren die Kupferkreuze später auch auf der Flagge Katangas abgebildet.